# Parlamentswahl in Grönland 1995
- IA: 6
- S: 12
- AP: 2
- A: 10
- Unabh.: 1

Die Parlamentswahl in Grönland 1995 war die sechste Wahl zum Inatsisartut bzw. Landsting, dem grönländischen Parlament. Die Wahl fand am 4. März 1995 statt.

## Wahlrecht
Bei der Parlamentswahl wurde das Verhältniswahlrecht angewendet. Erstmals wurde die bis heute übliche Zahl von 31 Abgeordneten gewählt.

## Ausgangslage
Seit der Parlamentswahl 1991 war Lars-Emil Johansen (Siumut) Premierminister von Grönland. Er führte bis zum Ende der Legislaturperiode das Kabinett Johansen I an.

## Teilnehmende Parteien
Bei der Wahl traten wie vier Jahre zuvor fünf Parteien an.
| Partei | Partei            | Kürzel | Deutsche Bedeutung     | Ausrichtung                                   | Vorsitzender       |
| ------ | ----------------- | ------ | ---------------------- | --------------------------------------------- | ------------------ |
|        | Siumut            | S      | Vorwärts               | sozialdemokratisch                            | Lars-Emil Johansen |
|        | Atassut           | A      | Gemeinsinn             | konservativ, wirtschaftsliberal, unionistisch | Daniel Skifte      |
|        | Inuit Ataqatigiit | IA     | Gemeinschaft der Inuit | demokratisch-sozialistisch                    | Josef Motzfeldt    |
|        | Akulliit Partiiat | AP     | Partei der Mittelsten  | zentristisch, wirtschaftsliberal              | Bjarne Kreutzmann  |
|        | Issittup Partiia  | IP     | Partei des Eisigen     | wirtschaftsliberal, konservativ               | Knud Kleist        |

## Kandidaten
Bei der Wahl traten 188 Kandidaten mit jeweils zwei Stellvertretern an, die sich folgendermaßen auf die einzelnen Parteien und Wahlkreise verteilten. Unter den Einzelkandidaten befanden sich zwei Wählerbündnisse, wobei aus dem einen die spätere Kattusseqatigiit Partiiat hervorging.
| Partei            | Südkreis | Mittelkreis | Diskokreis | Uummannaq | Upernavik | Avanersuaq | Tasiilaq | Ittoqqortoormiit | Insgesamt |
| ----------------- | -------- | ----------- | ---------- | --------- | --------- | ---------- | -------- | ---------------- | --------- |
| Siumut            | 11       | 16          | 12         | 4         | 6         | 4          | 4        | 3                | 60        |
| Atassut           | 9        | 17          | 12         | 4         | 3         | 5          | 4        | 1                | 55        |
| Inuit Ataqatigiit | 6        | 12          | 8          | 2         | 4         | 2          | 2        | 3                | 39        |
| Akulliit Partiiat | 1        | 5           | 7          | 1         | 0         | 0          | 0        | 0                | 14        |
| Issittup Partiia  | 0        | 1           | 0          | 0         | 0         | 0          | 0        | 0                | 1         |
| Einzelkandidaten  | 1        | 6           | 9          | 0         | 0         | 0          | 0        | 0                | 16        |

Mehrere bisherige Abgeordnete traten nicht erneut an: Emil Abelsen, Bendt Frederiksen, Ove Rosing Olsen, Ûssarĸak K'ujaukitsoĸ (alle Siumut), Lars Chemnitz, Emilie Lennert (alle Atassut) und Henriette Rasmussen (Inuit Ataqatigiit). Agnethe Nielsen (Atassut) trat nur noch als Stellvertreterin an. Dazu kamen Anders Andreassen, Mikael Petersen (alle Siumut), Godmand Jensen, Torben Emil Lynge, Andreas Sanimuínaĸ, Holger Sivertsen (alle Atassut), Aqqalukasik Kanuthsen (Inuit Ataqatigiit), Lars Godtfredsen (Akulliit Partiiat) und Frederik Rosbach (parteilos) sowie nur als Stellvertreter Isak Lund, Hendrik Nielsen, Marius Olsen, Hans Pavia Rosing (alle Siumut), David Broberg, Anguteeraq Davidsen, Ingvar Høegh, Allan Idd Jensen, K'issúnguaĸ Kristiansen, Lamik Møller (alle Atassut) und Severin Johansen (Inuit Ataqatigiit), die bereits einmal Mitglied im Landesrat oder Inatsisartut gewesen waren, aber 1991 nicht angetreten oder nicht gewählt worden waren.

## Ergebnis
Die sozialdemokratische Partei Siumut wurde erneut stärkste Fraktion im Inatsisartut, gefolgt von der Atassut und der Inuit Ataqatigiit. Die Zentrumspartei Akulliit Partiiat hielt ihre zwei Sitze im Parlament, während die Issittup Partiia den Wiedereinzug verfehlte.
| Partei            | Partei                 | Stimmen | Stimmen | Stimmen | Sitze  | Sitze |
| Partei            | Partei                 | Anzahl  | %       | +/−     | Anzahl | +/−   |
| ----------------- | ---------------------- | ------- | ------- | ------- | ------ | ----- |
|                   | Siumut                 | 9.803   | 38,4    | +1,1    | 12     | +1    |
|                   | Atassut                | 7.674   | 30,1    | ±0,0    | 10     | +2    |
|                   | Inuit Ataqatigiit      | 5.180   | 20,3    | +0,9    | 6      | +1    |
|                   | Akulliit Partiiat      | 1.560   | 6,1     | −3,4    | 2      | ±0    |
|                   | Issittup Partiia       | 90      | 0,4     | −2,4    | 0      | −1    |
|                   | Unabhängige Kandidaten | 1.193   | 4,7     | +3,8    | 1      | +1    |
| Gesamt            | Gesamt                 | 25.500  | 100,0   |         | 31     | +4    |
| Gültige Stimmen   | Gültige Stimmen        | 25.500  | 97,6    |         |        |       |
| Ungültige Stimmen | Ungültige Stimmen      | 634     | 2,4     |         |        |       |
| Wahlbeteiligung   | Wahlbeteiligung        | 26.134  | 69,6    |         |        |       |
| Wahlberechtigte   | Wahlberechtigte        | 37.556  | 100,0   |         |        |       |
| Quelle:           |                        |         |         |         |        |       |

## Folgen
31 Abgeordnete wurden ins 6. Inatsisartut gewählt. Lars-Emil Johansen (Siumut) wurde als Premierminister im Amt bestätigt und führte von nun an das Kabinett Johansen II an.